# 索内特河
索内特河（法語：Sonnette，法語發音：[sɔnɛt] ⓘ）是法国新阿基坦大区夏朗德省的河流，是夏朗德河的支流，长22.2千米。